# Thyropisthus microporus
Thyropisthus microporus är en mångfotingart som först beskrevs av Carl Graf Attems.  Thyropisthus microporus ingår i släktet Thyropisthus och familjen Harpagophoridae. Inga underarter finns listade i Catalogue of Life.